# Pierre Triep-Capdeville
Pour les articles homonymes, voir Capdeville.
Pas d'image ? Cliquez ici

a Compétitions nationales et continentales officielles uniquement.

Dernière mise à jour le 16 novembre 2021.
 Pierre Triep-Capdeville, né le 9 novembre 1967, est un joueur français de rugby à XV qui évoluait au poste de pilier avec la Section paloise (1,92 m pour 92 kg). Pilier dur au mal au franc-parler légendaire, le béarnais a été l'un des joueurs emblématiques de la Section paloise à la fin des années 1990,.
Avec la Section paloise, il remporte le Challenge européen en 2000.
En dépit de son diabéte, Triep-Capdeville a néanmoins réussi une carrière de plus de 10 ans au plus haut-niveau du rugby français. Son franc-parler est devenu légendaire, et Triep-Capdeville écrit désormais des colonnes pour le journal Sud Ouest,.
Triep-Capdeville participe aux podcasts de La République des Pyrénées.

## Carrière

### Joueur
Béarnais originaire de Nay, Triep-Capdeville se dirige naturellement vers le rugby. Il débute en équipe une de 1990 à 1992 avant de rejoindre le grand club béarnais de la Section Paloise, où il est diagnostiqué diabétique.
Triep-Capdeville rejoint la Section paloise en 1992 et s'impose comme une des figures de proue du club.
Le 23 novembre 1996, il joue avec les Barbarians français contre l'Afrique du Sud à Brive. Les Baa-Baas s'imposent 30 à 22.
Durant cette même année 1997, il remporte le Challenge Yves du Manoir. Au niveau continental, Triep-Capdeville remporte le Bouclier européen en 2000 avec la Section paloise.
Au total, Triep-Capdeville a disputé 16 matchs de Coupe d'Europe et 16 matchs de challenge européen.
Triep-Capdeveille est resté célèbre pour son interview d'après-match après une défaite rageante face au Leicester Tigers au Stade du Hameau sur le score de 14-19, en octobre 1996, il avait exprimé l'étendue de sa déception et son amertume face aux décisions arbitrales surprenantes au micro du journaliste Thierry Blancot.

### Entraineur
À l'issue de sa carrière de joueur, et après un bref intermède durant lequel il s'essaye sans grand succès à la course à pied, il tente un come-back dans le milieu du rugby en tant qu'entraîneur.
- 2005-2006 : US Coarraze Nay

Entraîneur de Fed 2 dans son club formateur, en décembre 2005 il est débarqué par ses dirigeants au profit d'un célèbre entraîneur coachant cette saison Oloron.
- 2007-2008 : US Coarraze Nay

Entraîneur de Fed 3 dans son club formateur, malgré son départ en décembre 2005, il consent un retour au club moyennant de très fort émoluments. Il peut cette saison s’enorgueillir de la qualification son équipe.
- 2014-2015 : Association Sportive Idron-Lée Rugby

Entraîneur de Groupe A (Honneur) dans un club ambitieux après une belle première année à ce niveau. Il est responsable des avants et est doublé de Jean-Christophe Debaes pour les arrières, le tout chapeauté par Aurélien Laloo.

## Palmarès

### Joueur

#### En club
- Championnat de France :
  - demi-finaliste (1) : 1996
- Coupe d'Europe :
  - demi-finaliste (1) : 1998
- Coupe de France :
  - vainqueur (1) : 1997
- Bouclier européen (actuel Challenge européen) : 
  - vainqueur (1) : 2000
- Challenge Yves du Manoir :
  - finaliste (1) : 1996
- Coupe André Moga :
  - finaliste (1) : 1995

#### Challenge européen de rugby à XV
| Date de la finale | Vainqueur              | Finaliste                | Score | Lieu de la finale                | Spectateurs |
| 27 mai 2000 1     | Section paloise France | Castres olympique France | 34-21 | Stade des Sept Deniers, Toulouse | 6 000       |

1  La compétition s'appelait Bouclier Européen à cette date